# 7e étape du Tour d'Italie 2025
Pour un article plus général, voir Tour d'Italie 2025.
La 7e étape du Tour d'Italie 2025 se déroule le vendredi 16 mai 2025 entre Castel di Sangro et Tagliacozzo, dans les  Abruzzes, sur une distance de 168 km.

## Parcours
La première grosse étape de montagne du Giro 2025 parcourt la région accidentée des Abruzzes au départ de Castel di Sangro où un col de 3e catégorie est escaladé dès le début de l'étape. Ensuite, le tracé grimpe deux cols de 2e catégorie dont le Vado della Forcella long de 21,6 km. L'étape se termine par l'arrivée au sommet de Tagliacozzo après une ascension de 12,6 km comprenant un passage à 14 % et des pentes à plus de 10 % pour les 3 derniers kilomètres.

## Déroulement de la course
Sept coureurs composent l'échappée qui comptabilise une avance maximale de quatre minutes sur le peloton à 66 kilomètres de l'arrivée. Le maillot rose Mads Pedersen est lâché par le peloton dès les premiers hectomètres de la montée finale de 11,9 km. Les quatre derniers fuyards sont repris à 5 km de l'arrivée. Les principaux favoris restent groupés jusqu'à 1 400 m du terme lorsque Giulio Ciccone lance les hostilités. Egan Bernal tente aussi sa chance mais c'est finalement Juan Ayuso qui se détache aux 500 mètres et l'emporte avec quatre secondes d'avance sur ses premiers poursuivants dont Primož Roglič qui reprend le maillot rose.

## Résultats

### Classement de l'étape
| \| Classement de l'étape \| Classement de l'étape \| Classement de l'étape \| Classement de l'étape \| Classement de l'étape \| \| Coureur \| Coureur \| Pays \| Équipe \| Temps \| \| --------------------- \| --------------------- \| --------------------- \| ----------------------- \| --------------------- \| \| 1er \| Juan Ayuso \| Espagne \| UAE Team Emirates XRG \| 4 h 20 min 25 s \| \| 2e \| Isaac Del Toro \| Mexique \| UAE Team Emirates XRG \| + 4 s \| \| 3e \| Egan Bernal \| Colombie \| Ineos Grenadiers \| + 4 s \| \| 4e \| Primož Roglič \| Slovénie \| Red Bull-Bora-Hansgrohe \| + 4 s \| \| 5e \| Giulio Ciccone \| Italie \| Lidl-Trek \| + 4 s \| \| 6e \| Antonio Tiberi \| Italie \| Bahrain Victorious \| + 4 s \| \| 7e \| Damiano Caruso \| Italie \| Bahrain Victorious \| + 4 s \| \| 8e \| Richard Carapaz \| Équateur \| EF Education-EasyPost \| + 4 s \| \| 9e \| Max Poole \| Royaume-Uni \| Team Picnic-PostNL \| + 8 s \| \| 10e \| Michael Storer \| Australie \| Tudor Pro Cycling Team \| + 8 s \| |                 |             |                         |                 |
| |                 |             |                         |                 |
| Source : ProCyclingStats |                 |             |                         |                 |
| Classement de l'étape |                 |             |                         |                 |
| Coureur | Coureur         | Pays        | Équipe                  | Temps           |
| 1er | Juan Ayuso      | Espagne     | UAE Team Emirates XRG   | 4 h 20 min 25 s |
| 2e | Isaac Del Toro  | Mexique     | UAE Team Emirates XRG   | + 4 s           |
| 3e | Egan Bernal     | Colombie    | Ineos Grenadiers        | + 4 s           |
| 4e | Primož Roglič   | Slovénie    | Red Bull-Bora-Hansgrohe | + 4 s           |
| 5e | Giulio Ciccone  | Italie      | Lidl-Trek               | + 4 s           |
| 6e | Antonio Tiberi  | Italie      | Bahrain Victorious      | + 4 s           |
| 7e | Damiano Caruso  | Italie      | Bahrain Victorious      | + 4 s           |
| 8e | Richard Carapaz | Équateur    | EF Education-EasyPost   | + 4 s           |
| 9e | Max Poole       | Royaume-Uni | Team Picnic-PostNL      | + 8 s           |
| 10e | Michael Storer  | Australie   | Tudor Pro Cycling Team  | + 8 s           |

### Points attribués pour le classement par points
| Sprint intermédiaire Sulmona (km 49,9) | Sprint intermédiaire Sulmona (km 49,9) | Sprint intermédiaire Sulmona (km 49,9) | Sprint intermédiaire Sulmona (km 49,9) | Sprint intermédiaire Sulmona (km 49,9) |
| -------------------------------------- | -------------------------------------- | -------------------------------------- | -------------------------------------- | -------------------------------------- |
|                                        | Coureur                                | Pays                                   | Équipe                                 | Point(s)                               |
| 1er                                    | Alessandro Tonelli                     | Italie                                 | Team Polti VisitMalta                  | 12                                     |
| 2e                                     | Manuele Tarozzi                        | Italie                                 | VF Group - Bardiani CSF - Faizanè      | 8                                      |
| 3e                                     | Gianmarco Garofoli                     | Italie                                 | Soudal Quick-Step                      | 5                                      |
| 4e                                     | Christian Scaroni                      | Italie                                 | XDS Astana Team                        | 3                                      |
| 5e                                     | Gijs Leemreize                         | Pays-Bas                               | Team Picnic PostNL                     | 1                                      |
| modifier                               |                                        |                                        |                                        |                                        |

| Sprint intermédiaire Ovindoli (km 115,5) | Sprint intermédiaire Ovindoli (km 115,5) | Sprint intermédiaire Ovindoli (km 115,5) | Sprint intermédiaire Ovindoli (km 115,5) | Sprint intermédiaire Ovindoli (km 115,5) |
| ---------------------------------------- | ---------------------------------------- | ---------------------------------------- | ---------------------------------------- | ---------------------------------------- |
|                                          | Coureur                                  | Pays                                     | Équipe                                   | Point(s)                                 |
| 1er                                      | Alessandro Tonelli                       | Italie                                   | Team Polti VisitMalta                    | 12                                       |
| 2e                                       | Gianmarco Garofoli                       | Italie                                   | Soudal Quick-Step                        | 8                                        |
| 3e                                       | Gijs Leemreize                           | Pays-Bas                                 | Team Picnic PostNL                       | 5                                        |
| 4e                                       | Nicolas Prodhomme                        | France                                   | Decathlon AG2R La Mondiale Team          | 3                                        |
| 5e                                       | Manuele Tarozzi                          | Italie                                   | VF Group - Bardiani CSF - Faizanè        | 1                                        |
| modifier                                 |                                          |                                          |                                          |                                          |

| \| Arrivée d'étape Tagliacozzo (km 168) \| Arrivée d'étape Tagliacozzo (km 168) \| Arrivée d'étape Tagliacozzo (km 168) \| Arrivée d'étape Tagliacozzo (km 168) \| Arrivée d'étape Tagliacozzo (km 168) \| \| ------------------------------------ \| ------------------------------------ \| ------------------------------------ \| ------------------------------------ \| ------------------------------------ \| \| \| Coureur \| Pays \| Équipe \| Point(s) \| \| 1er \| Juan Ayuso \| Espagne \| UAE Team Emirates - XRG \| 15 \| \| 2e \| Isaac Del Toro \| Mexique \| UAE Team Emirates - XRG \| 12 \| \| 3e \| Egan Bernal \| Colombie \| INEOS Grenadiers \| 9 \| \| 4e \| Primož Roglič \| Slovénie \| Red Bull - BORA - hansgrohe \| 7 \| \| 5e \| Giulio Ciccone \| Italie \| Lidl - Trek \| 6 \| \| 6e \| Antonio Tiberi \| Italie \| Bahrain - Victorious \| 5 \| \| 7e \| Damiano Caruso \| Italie \| Bahrain - Victorious \| 4 \| \| 8e \| Richard Carapaz \| Équateur \| EF Education - EasyPost \| 3 \| \| 9e \| Max Poole \| Grande-Bretagne \| Team Picnic PostNL \| 2 \| \| 10e \| Michael Storer \| Australie \| Tudor Pro Cycling Team \| 1 \| \| modifier \| \| \| \| \| |                 |                 |                             |          |
| Arrivée d'étape Tagliacozzo (km 168) |                 |                 |                             |          |
| | Coureur         | Pays            | Équipe                      | Point(s) |
| 1er | Juan Ayuso      | Espagne         | UAE Team Emirates - XRG     | 15       |
| 2e | Isaac Del Toro  | Mexique         | UAE Team Emirates - XRG     | 12       |
| 3e | Egan Bernal     | Colombie        | INEOS Grenadiers            | 9        |
| 4e | Primož Roglič   | Slovénie        | Red Bull - BORA - hansgrohe | 7        |
| 5e | Giulio Ciccone  | Italie          | Lidl - Trek                 | 6        |
| 6e | Antonio Tiberi  | Italie          | Bahrain - Victorious        | 5        |
| 7e | Damiano Caruso  | Italie          | Bahrain - Victorious        | 4        |
| 8e | Richard Carapaz | Équateur        | EF Education - EasyPost     | 3        |
| 9e | Max Poole       | Grande-Bretagne | Team Picnic PostNL          | 2        |
| 10e | Michael Storer  | Australie       | Tudor Pro Cycling Team      | 1        |
| modifier |                 |                 |                             |          |

### Points attribués pour le classement du meilleur grimpeur
| Roccaraso (km 7,5) 3e catégorie (7,8 km à 5,8%) | Roccaraso (km 7,5) 3e catégorie (7,8 km à 5,8%) | Roccaraso (km 7,5) 3e catégorie (7,8 km à 5,8%) | Roccaraso (km 7,5) 3e catégorie (7,8 km à 5,8%) | Roccaraso (km 7,5) 3e catégorie (7,8 km à 5,8%) |
| ----------------------------------------------- | ----------------------------------------------- | ----------------------------------------------- | ----------------------------------------------- | ----------------------------------------------- |
|                                                 | Coureur                                         | Pays                                            | Équipe                                          | Point(s)                                        |
| 1er                                             | Lorenzo Fortunato                               | Italie                                          | XDS Astana Team                                 | 9                                               |
| 2e                                              | Diego Ulissi                                    | Italie                                          | XDS Astana Team                                 | 4                                               |
| 3e                                              | Sylvain Moniquet                                | Belgique                                        | Cofidis                                         | 2                                               |
| 4e                                              | Filippo Zana                                    | Italie                                          | Team Jayco AlUla                                | 1                                               |
| modifier                                        |                                                 |                                                 |                                                 |                                                 |

| Monte Urano (km 70,5) 2e catégorie (4,6 km à 9,2%) | Monte Urano (km 70,5) 2e catégorie (4,6 km à 9,2%) | Monte Urano (km 70,5) 2e catégorie (4,6 km à 9,2%) | Monte Urano (km 70,5) 2e catégorie (4,6 km à 9,2%) | Monte Urano (km 70,5) 2e catégorie (4,6 km à 9,2%) |
| -------------------------------------------------- | -------------------------------------------------- | -------------------------------------------------- | -------------------------------------------------- | -------------------------------------------------- |
|                                                    | Coureur                                            | Pays                                               | Équipe                                             | Point(s)                                           |
| 1er                                                | Paul Double                                        | Grande-Bretagne                                    | Team Jayco AlUla                                   | 18                                                 |
| 2e                                                 | Manuele Tarozzi                                    | Italie                                             | VF Group - Bardiani CSF - Faizanè                  | 8                                                  |
| 3e                                                 | Christian Scaroni                                  | Italie                                             | XDS Astana Team                                    | 6                                                  |
| 4e                                                 | Gijs Leemreize                                     | Pays-Bas                                           | Team Picnic PostNL                                 | 4                                                  |
| 5e                                                 | Nicolas Prodhomme                                  | France                                             | Decathlon AG2R La Mondiale Team                    | 2                                                  |
| 6e                                                 | Gianmarco Garofoli                                 | Italie                                             | Soudal Quick-Step                                  | 1                                                  |
| modifier                                           |                                                    |                                                    |                                                    |                                                    |

| Vado della Forcella (km 106) 2e catégorie (21,5 km à 3,6%) | Vado della Forcella (km 106) 2e catégorie (21,5 km à 3,6%) | Vado della Forcella (km 106) 2e catégorie (21,5 km à 3,6%) | Vado della Forcella (km 106) 2e catégorie (21,5 km à 3,6%) | Vado della Forcella (km 106) 2e catégorie (21,5 km à 3,6%) |
| ---------------------------------------------------------- | ---------------------------------------------------------- | ---------------------------------------------------------- | ---------------------------------------------------------- | ---------------------------------------------------------- |
|                                                            | Coureur                                                    | Pays                                                       | Équipe                                                     | Point(s)                                                   |
| 1er                                                        | Paul Double                                                | Grande-Bretagne                                            | Team Jayco AlUla                                           | 18                                                         |
| 2e                                                         | Manuele Tarozzi                                            | Italie                                                     | VF Group - Bardiani CSF - Faizanè                          | 8                                                          |
| 3e                                                         | Gijs Leemreize                                             | Pays-Bas                                                   | Team Picnic PostNL                                         | 6                                                          |
| 4e                                                         | Christian Scaroni                                          | Italie                                                     | XDS Astana Team                                            | 4                                                          |
| 5e                                                         | Gianmarco Garofoli                                         | Italie                                                     | Soudal Quick-Step                                          | 2                                                          |
| 6e                                                         | Alessandro Tonelli                                         | Italie                                                     | Team Polti VisitMalta                                      | 1                                                          |
| modifier                                                   |                                                            |                                                            |                                                            |                                                            |

| Tagliacozzo (km 168) 1re catégorie (11,9 km à 5,6%) | Tagliacozzo (km 168) 1re catégorie (11,9 km à 5,6%) | Tagliacozzo (km 168) 1re catégorie (11,9 km à 5,6%) | Tagliacozzo (km 168) 1re catégorie (11,9 km à 5,6%) | Tagliacozzo (km 168) 1re catégorie (11,9 km à 5,6%) |
| --------------------------------------------------- | --------------------------------------------------- | --------------------------------------------------- | --------------------------------------------------- | --------------------------------------------------- |
|                                                     | Coureur                                             | Pays                                                | Équipe                                              | Point(s)                                            |
| 1er                                                 | Juan Ayuso                                          | Espagne                                             | UAE Team Emirates - XRG                             | 50                                                  |
| 2e                                                  | Isaac Del Toro                                      | Mexique                                             | UAE Team Emirates - XRG                             | 24                                                  |
| 3e                                                  | Egan Bernal                                         | Colombie                                            | INEOS Grenadiers                                    | 16                                                  |
| 4e                                                  | Primož Roglič                                       | Slovénie                                            | Red Bull - BORA - hansgrohe                         | 9                                                   |
| 5e                                                  | Giulio Ciccone                                      | Italie                                              | Lidl - Trek                                         | 6                                                   |
| 6e                                                  | Antonio Tiberi                                      | Italie                                              | Bahrain - Victorious                                | 4                                                   |
| 7e                                                  | Damiano Caruso                                      | Italie                                              | Bahrain - Victorious                                | 2                                                   |
| 8e                                                  | Richard Carapaz                                     | Équateur                                            | EF Education - EasyPost                             | 1                                                   |
| modifier                                            |                                                     |                                                     |                                                     |                                                     |

### Points attribués pour le classement des sprints intermédiaires
| \| Red Bull KM Sprint Tagliacozzo (km 155,2) \| Red Bull KM Sprint Tagliacozzo (km 155,2) \| Red Bull KM Sprint Tagliacozzo (km 155,2) \| Red Bull KM Sprint Tagliacozzo (km 155,2) \| Red Bull KM Sprint Tagliacozzo (km 155,2) \| \| ----------------------------------------- \| ----------------------------------------- \| ----------------------------------------- \| ----------------------------------------- \| ----------------------------------------- \| \| \| Coureur \| Pays \| Équipe \| Point(s) \| \| 1er \| Manuele Tarozzi \| Italie \| VF Group - Bardiani CSF - Faizanè \| 15 \| \| 2e \| Alessandro Tonelli \| Italie \| Team Polti VisitMalta \| 8 \| \| 3e \| Gijs Leemreize \| Pays-Bas \| Team Picnic PostNL \| 5 \| \| 4e \| Paul Double \| Grande-Bretagne \| Team Jayco AlUla \| 3 \| \| 5e \| Nicolas Prodhomme \| France \| Decathlon AG2R La Mondiale Team \| 1 \| \| modifier \| \| \| \| \| |                    |                 |                                   |          |
| Red Bull KM Sprint Tagliacozzo (km 155,2) |                    |                 |                                   |          |
| | Coureur            | Pays            | Équipe                            | Point(s) |
| 1er | Manuele Tarozzi    | Italie          | VF Group - Bardiani CSF - Faizanè | 15       |
| 2e | Alessandro Tonelli | Italie          | Team Polti VisitMalta             | 8        |
| 3e | Gijs Leemreize     | Pays-Bas        | Team Picnic PostNL                | 5        |
| 4e | Paul Double        | Grande-Bretagne | Team Jayco AlUla                  | 3        |
| 5e | Nicolas Prodhomme  | France          | Decathlon AG2R La Mondiale Team   | 1        |
| modifier |                    |                 |                                   |          |

### Bonifications
|   | Coureur            | Pays     | Équipe                            | Secondes |
| - | ------------------ | -------- | --------------------------------- | -------- |
| 1 | Manuele Tarozzi    | Italie   | VF Group - Bardiani CSF - Faizanè | 6 s      |
| 2 | Alessandro Tonelli | Italie   | Team Polti VisitMalta             | 4 s      |
| 3 | Gijs Leemreize     | Pays-Bas | Team Picnic PostNL                | 2 s      |

|   | Coureur        | Pays     | Équipe                  | Secondes |
| - | -------------- | -------- | ----------------------- | -------- |
| 1 | Juan Ayuso     | Espagne  | UAE Team Emirates - XRG | 10 s     |
| 2 | Isaac Del Toro | Mexique  | UAE Team Emirates - XRG | 6 s      |
| 3 | Egan Bernal    | Colombie | INEOS Grenadiers        | 4 s      |

## Classements à l'issue de l'étape

### Classement général
| \| Classement général \| Classement général \| Classement général \| Classement général \| Classement général \| \| Coureur \| Coureur \| Pays \| Équipe \| Temps \| \| ------------------ \| ------------------ \| ------------------ \| -------------------------- \| ------------------ \| \| 1er \| Primož Roglič \| Slovénie \| Red Bull-Bora-Hansgrohe \| 24 h 32 min 30 s \| \| 2e \| Juan Ayuso \| Espagne \| UAE Team Emirates XRG \| + 4 s \| \| 3e \| Isaac Del Toro \| Mexique \| UAE Team Emirates XRG \| + 9 s \| \| 4e \| Antonio Tiberi \| Italie \| Bahrain Victorious \| + 27 s \| \| 5e \| Max Poole \| Royaume-Uni \| Team Picnic-PostNL \| + 30 s \| \| 6e \| Michael Storer \| Australie \| Tudor Pro Cycling Team \| + 33 s \| \| 7e \| Brandon McNulty \| États-Unis \| UAE Team Emirates XRG \| + 34 s \| \| 8e \| Mathias Vacek \| Tchéquie \| Lidl-Trek \| + 37 s \| \| 9e \| Simon Yates \| Royaume-Uni \| Team Visma \\| Lease a Bike \| + 39 s \| \| 10e \| Richard Carapaz \| Équateur \| EF Education-EasyPost \| + 39 s \| |                 |             |                            |                  |
| |                 |             |                            |                  |
| Source : ProCyclingStats |                 |             |                            |                  |
| Classement général |                 |             |                            |                  |
| Coureur | Coureur         | Pays        | Équipe                     | Temps            |
| 1er | Primož Roglič   | Slovénie    | Red Bull-Bora-Hansgrohe    | 24 h 32 min 30 s |
| 2e | Juan Ayuso      | Espagne     | UAE Team Emirates XRG      | + 4 s            |
| 3e | Isaac Del Toro  | Mexique     | UAE Team Emirates XRG      | + 9 s            |
| 4e | Antonio Tiberi  | Italie      | Bahrain Victorious         | + 27 s           |
| 5e | Max Poole       | Royaume-Uni | Team Picnic-PostNL         | + 30 s           |
| 6e | Michael Storer  | Australie   | Tudor Pro Cycling Team     | + 33 s           |
| 7e | Brandon McNulty | États-Unis  | UAE Team Emirates XRG      | + 34 s           |
| 8e | Mathias Vacek   | Tchéquie    | Lidl-Trek                  | + 37 s           |
| 9e | Simon Yates     | Royaume-Uni | Team Visma \| Lease a Bike | + 39 s           |
| 10e | Richard Carapaz | Équateur    | EF Education-EasyPost      | + 39 s           |

### Classement par points
| Classement par points | Classement par points | Classement par points | Classement par points         | Classement par points |
| Coureur               | Coureur               | Pays                  | Équipe                        | Points                |
| --------------------- | --------------------- | --------------------- | ----------------------------- | --------------------- |
| 1er                   | Mads Pedersen         | Danemark              | Lidl-Trek                     | 141 pts               |
| 2e                    | Alessandro Tonelli    | Italie                | Team Polti VisitMalta         | 59 pts                |
| 3e                    | Olav Kooij            | Pays-Bas              | Team Visma \| Lease a Bike    | 55 pts                |
| 4e                    | Casper van Uden       | Pays-Bas              | Team Picnic-PostNL            | 50 pts                |
| 5e                    | Orluis Aular          | Venezuela             | Movistar Team                 | 42 pts                |
| 6e                    | Edoardo Zambanini     | Italie                | Bahrain Victorious            | 41 pts                |
| 7e                    | Tom Pidcock           | Royaume-Uni           | Q36.5 Pro Cycling Team        | 31 pts                |
| 8e                    | Manuele Tarozzi       | Italie                | VF Group-Bardiani CSF-Faizanè | 26 pts                |
| 9e                    | Taco van der Hoorn    | Pays-Bas              | Intermarché-Wanty             | 25 pts                |
| 10e                   | Maikel Zijlaard       | Pays-Bas              | Tudor Pro Cycling Team        | 25 pts                |

### Classement de la montagne
| Classement de la montagne | Classement de la montagne | Classement de la montagne | Classement de la montagne     | Classement de la montagne |
| Coureur                   | Coureur                   | Pays                      | Équipe                        | Points                    |
| ------------------------- | ------------------------- | ------------------------- | ----------------------------- | ------------------------- |
| 1er                       | Lorenzo Fortunato         | Italie                    | XDS Astana Team               | 58 pts                    |
| 2e                        | Juan Ayuso                | Espagne                   | UAE Team Emirates XRG         | 50 pts                    |
| 3e                        | Paul Double               | Royaume-Uni               | Team Jayco AlUla              | 36 pts                    |
| 4e                        | Isaac Del Toro            | Mexique                   | UAE Team Emirates XRG         | 24 pts                    |
| 5e                        | Sylvain Moniquet          | Belgique                  | Cofidis                       | 22 pts                    |
| 6e                        | Manuele Tarozzi           | Italie                    | VF Group-Bardiani CSF-Faizanè | 20 pts                    |
| 7e                        | Egan Bernal               | Colombie                  | Ineos Grenadiers              | 16 pts                    |
| 8e                        | Giulio Ciccone            | Italie                    | Lidl-Trek                     | 15 pts                    |
| 9e                        | Enzo Paleni               | France                    | Groupama-FDJ                  | 15 pts                    |
| 10e                       | Taco van der Hoorn        | Pays-Bas                  | Intermarché-Wanty             | 14 pts                    |

### Classement du meilleur jeune
| Classement du meilleur jeune | Classement du meilleur jeune | Classement du meilleur jeune | Classement du meilleur jeune | Classement du meilleur jeune |
| Coureur                      | Coureur                      | Pays                         | Équipe                       | Temps                        |
| ---------------------------- | ---------------------------- | ---------------------------- | ---------------------------- | ---------------------------- |
| 1er                          | Juan Ayuso                   | Espagne                      | UAE Team Emirates XRG        | 24 h 32 min 34 s             |
| 2e                           | Isaac Del Toro               | Mexique                      | UAE Team Emirates XRG        | + 5 s                        |
| 3e                           | Antonio Tiberi               | Italie                       | Bahrain Victorious           | + 23 s                       |
| 4e                           | Max Poole                    | Royaume-Uni                  | Team Picnic-PostNL           | + 26 s                       |
| 5e                           | Mathias Vacek                | Tchéquie                     | Lidl-Trek                    | + 33 s                       |
| 6e                           | Giulio Pellizzari            | Italie                       | Red Bull-Bora-Hansgrohe      | + 39 s                       |
| 7e                           | Davide Piganzoli             | Italie                       | Team Polti VisitMalta        | + 1 min 12 s                 |
| 8e                           | Martin Tjøtta                | Norvège                      | Arkéa-B&B Hotels             | + 4 min 03 s                 |
| 9e                           | Marco Frigo                  | Italie                       | Israel-Premier Tech          | + 5 min 36 s                 |
| 10e                          | Embret Svestad-Bårdseng      | Norvège                      | Arkéa-B&B Hotels             | + 5 min 58 s                 |

### Classement par équipes
| Classement par équipes | Classement par équipes     | Classement par équipes | Classement par équipes |
| Équipe                 | Équipe                     | Pays                   | Temps                  |
| ---------------------- | -------------------------- | ---------------------- | ---------------------- |
| 1re                    | UAE Team Emirates XRG      | Émirats arabes unis    | 73 h 38 min 12 s       |
| 2e                     | Lidl-Trek                  | États-Unis             | + 4 min 09 s           |
| 3e                     | Movistar Team              | Espagne                | + 4 min 16 s           |
| 4e                     | Red Bull-BORA-hansgrohe    | Allemagne              | + 4 min 44 s           |
| 5e                     | XDS Astana Team            | Kazakhstan             | + 6 min 41 s           |
| 6e                     | Bahrain-Victorious         | Bahreïn                | + 7 min 43 s           |
| 7e                     | Ineos Grenadiers           | Royaume-Uni            | + 8 min 24 s           |
| 8e                     | Team Visma \| Lease a Bike | Pays-Bas               | + 8 min 36 s           |
| 9e                     | Groupama-FDJ               | France                 | + 11 min 15 s          |
| 10e                    | Team Jayco AlUla           | Australie              | + 11 min 35 s          |

## Abandons
- 26 -  Michel Ries (Arkéa - B&B Hotels) : non-partant
- 105 -  Jan Hirt (Israel - Premier Tech) : non-partant
- 168 -  Bram Welten (Team Picnic PostNL) : abandon

## Sanctions
| Coureur       | Équipe      | Sanctions         | Raison |
| ------------- | ----------- | ----------------- | --- |
| Carlos Verona | Lidl - Trek | 200 CHF d'amende. | Art. 2.12.007 8.6 "Comportement inconvenant ou déplacé (notamment, se déshabiller ou uriner en public au départ, à l’arrivée ou au cours de la course) et dommages à l’image du sport." |